# Соколов, Александр Юрьевич (юрист)
Алекса́ндр Ю́рьевич Соколо́в (род. 1976) — российский правовед, доктор юридических наук, профессор, специалист по административному праву, директор Саратовского филиала Института государства и права Российской академии наук, заведующий кафедрой административного и муниципального права ФГБОУ ВО «СГЮА».

## Биография
Соколов Александр Юрьевич родился в 1976 году.
- 1993 год — 1997 год — учёба в Саратовской государственной академии права.
- 1997 год — 2001 год — учёба в аспирантуре Саратовской государственной академии права.
- 1998 год — 1999 год — стажировка в университете штата Вайоминг и Федеральном суде округа Вайоминг в Соединённых Штатах Америки.
- 2005 год — защита кандидатской диссертации на тему «Административная ответственность за нарушения антимонопольного законодательства».
- 2010 год — 2013 год — докторантура Саратовской государственной юридической академии.
- 2013 год — защита докторской диссертации на тему «Меры обеспечения производства по делам об административных правонарушениях в системе мер административного принуждения».
- С 2014 года — заведующий кафедрой административного и муниципального права Саратовской государственной юридической академии.
- 2017 год — присвоено учёное звание профессора[1].
- С 3 марта 2020 года — директор Саратовского филиала Института государства и права Российской академии наук[2].

Соколов А. Ю. состоит членом экспертного совета Высшей аттестационной комиссии при Министерстве образования и науки Российской Федерации по праву, членом научно-консультативного совета при Саратовском областном суде, членом диссертационного совета при Саратовской государственной юридической академии.
Является главным редактором научного журнала «Правовая политика и правовая жизнь», выпускаемого Саратовским филиалом ИГП РАН, членом редакционного совета научно-практического журнала «Актуальные проблемы российского права», членом редакционной коллегии журнала «Вестник Российской правовой академии», членом редакционной коллегии научного журнала «Вестник Саратовской государственной юридической академии».
В сферу научных интересов А. Ю. Соколова входит исследование проблем административного права, вопросов государственного управления в отрасли образования, антимонопольной сфере, сфере применения геномных технологий, проблемы реализации административного принуждения и административной ответственности, организации административного судопроизводства.
Соколов А. Ю. является автором более 200 научных работ в том числе 8 монографий, 28 учебников и учебных пособий по административному и муниципальному праву, административной ответственности, административному процессу.

## Избранные труды

### Авторефераты диссертаций
- Соколов А. Ю. Административная ответственность за нарушения антимонопольного законодательства. Автореф. дис. … канд. юрид. наук. — Саратов: Издательство СГАП, 2004. — 22 с.
- Соколов А. Ю. Меры обеспечения производства по делам об административных правонарушениях в системе мер административного принуждения. Автореф. дис. … д-ра юрид. наук. — Саратов: Издательство СГАП, 2013. — 53 с.

### Монографии и учебники
- Соколов А. Ю. Административная ответственность за нарушения антимонопольного законодательства. — Саратов: Издательство СГУ, 2010. — 140 с. — ISBN 978-5-292-03991-4.
- Соколов А. Ю. Система мер обеспечения производства по делам об административных правонарушениях / ред. И. В. Максимов. — Саратов: Научная книга, 2011. — 280 с. — ISBN 978-5-9758-1341-1.
- Административное право Российской Федерации: учебник для бакалавров / ред. А. Ю. Соколов. — М.: Норма, 2016. — 350 с. — ISBN 978-5-91768-717-9.

### Статьи
- Соколов А. Ю. Личный досмотр, досмотр вещей, находящихся при физическом лице, как меры обеспечения производства по делам об административных правонарушениях // Современное право : научный журнал. — 2011. — № 3.
- Соколов А. Ю. Унификация процедуры проведения медицинского освидетельствования на состояние опьянения в производстве по делам об административных правонарушениях: история вопроса, проблемы и перспективы // Современное право : научный журнал. — 2012. — № 11.
- Соколов А. Ю., Лакаев О. А. Проблемы определения вида судопроизводства (гражданское или административное), в котором подлежат защите права и свободы граждан // Административное право и процесс : научный журнал. — 2017. — № 1.
- Белоусов С.А., Соколов А.Ю. Правовая политика в сфере административного судебного процесса // Журнал российского права : научный журнал. — 2023. — Т. 27, № 1. — С. 110—122. — ISSN 1605-6590. — doi:10.12737/jrp.2023.009.
- Соколов А. Ю., Дехтярь И. Н. К вопросу о полномочиях ЕЭК по применению мер административного принуждения в связи с нарушениями антимонопольного законодательства // Административное право и процесс : научный журнал. — 2019. — № 7.